# Copa Mercosur
La Copa Mercosur fou una competició de futbol organitzada per la CONMEBOL entre els anys 1998 i 2001, essent substituïda per la Copa Sud-americana. Hi participaren clubs del Brasil, Argentina, Uruguai, Paraguai i Xile.

## Campions
| Any  | Campió                    | Finalista    |
| 1998 | SE Palmeiras              | Cruzeiro EC  |
| 1999 | CR Flamengo               | SE Palmeiras |
| 2000 | CR Vasco da Gama          | SE Palmeiras |
| 2001 | CA San Lorenzo de Almagro | CR Flamengo  |